# Strängnäs högre allmänna läroverk
Strängnäs högre allmänna läroverk var ett läroverk i Strängnäs verksamt från 1850 till 1968.

## Historia

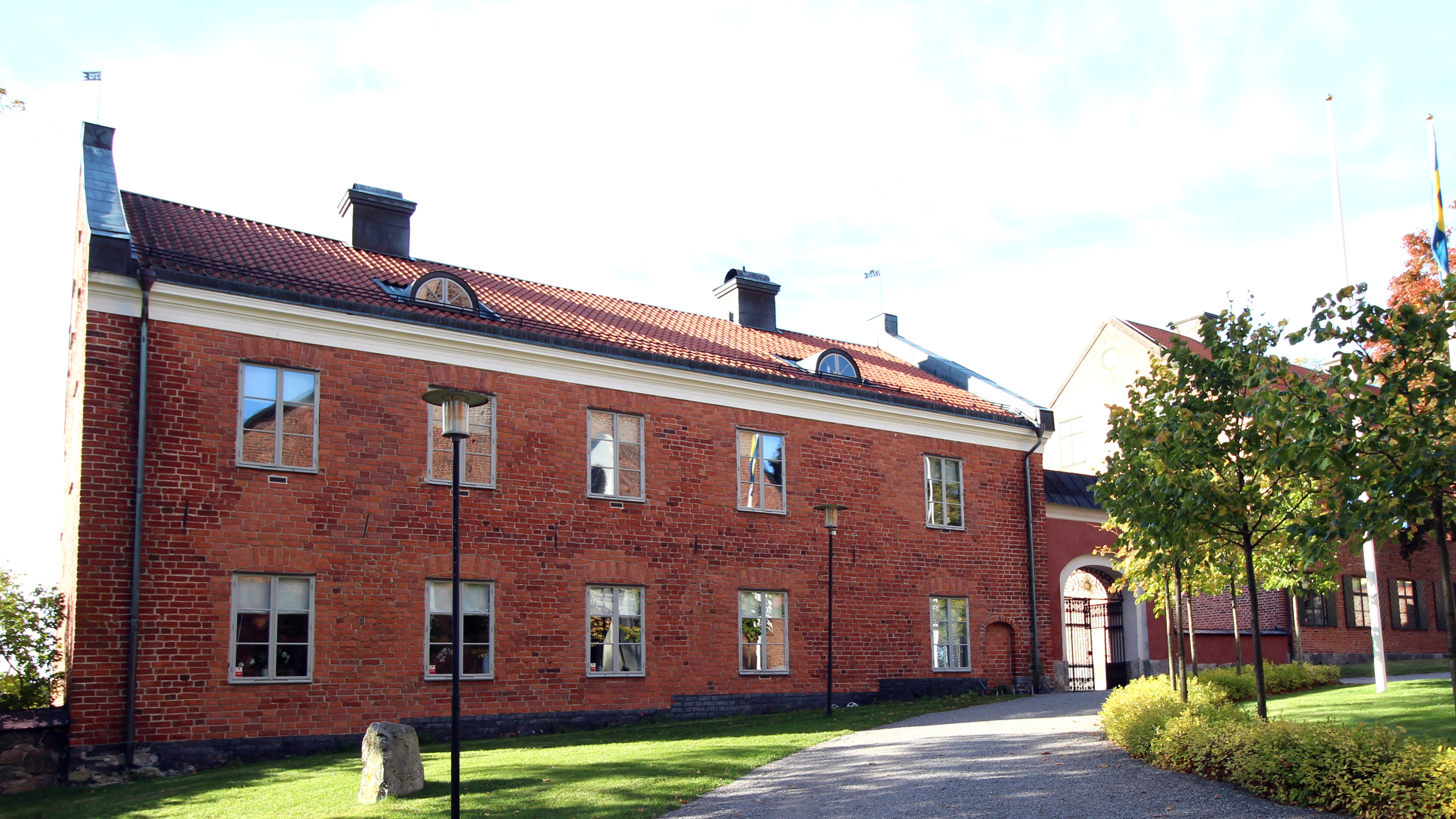
Domkapitelhuset inrymde trivialskola fram till 1850. Bilden tagen 2016.

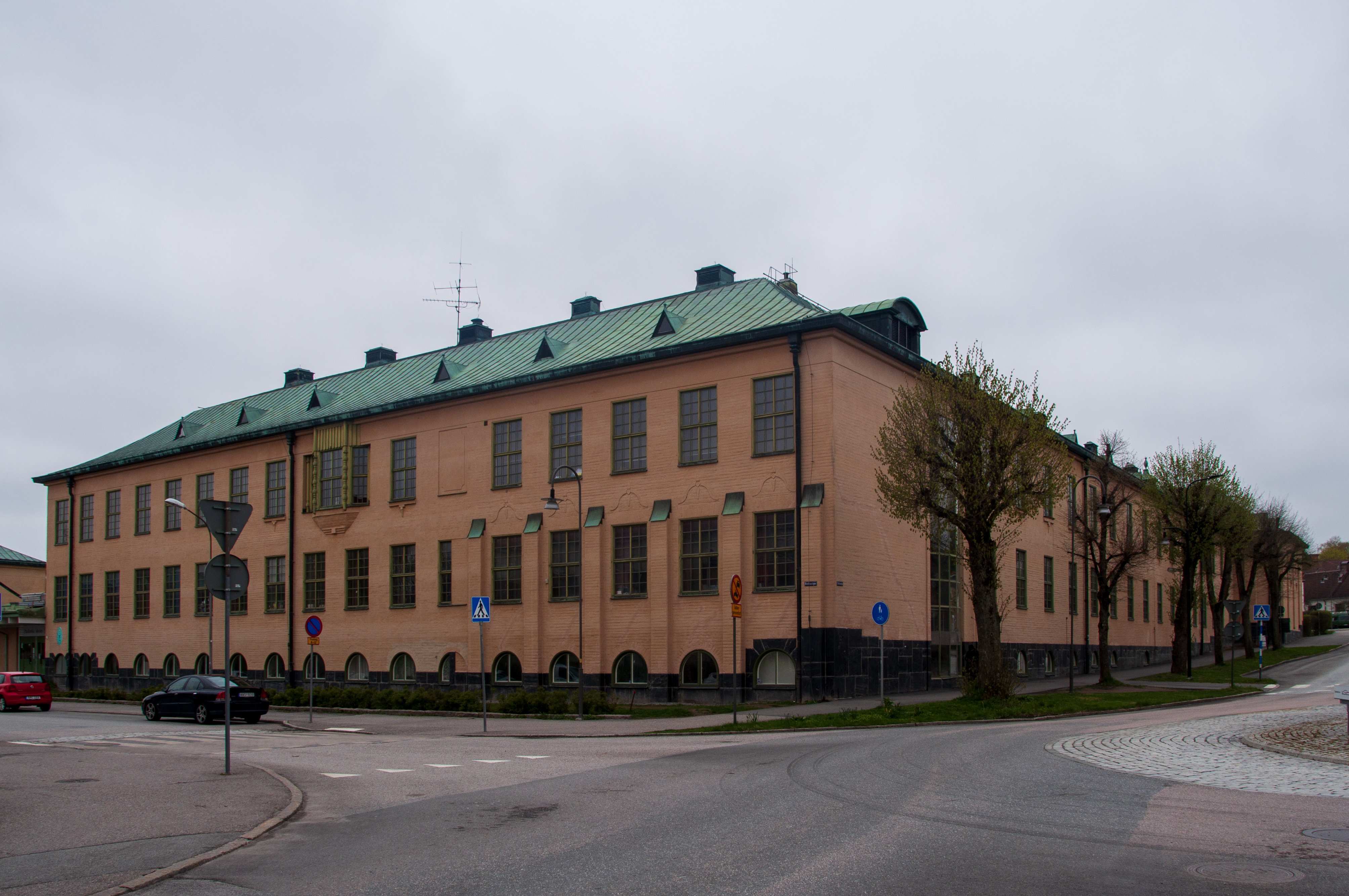
Läroverksbyggnaden från 1935

Skolan grundlades år 1626 som Sveriges andra gymnasium. Det var på kung Gustav II Adolfs begäran, då som Regium Gustavianum Gymnasium Strengnese i Roggeborgen nedanför Strängnäs domkyrka. Skolan är namngiven efter Strängnäsbiskopen Thomas (cirka 1380– 1443).
Skolan var ett stort gymnasium på 1700-talet. Under tiden 1721–1740 ökade antalet elever till över 220.Inledningsvis var i princip alla studier inriktade på kristendomskunskap. Den religiösa synpunkten på undervisningen minskade efterhand och istället influerades undervisningen av naturkunnighet, teknologi och ekonomi. De främmande språk som undervisades var till en början latin, grekiska och hebreiska.
För upprätthållande av ordning på gymnasiet tog rektor och kollegium hjälp av en av eleverna, denne kallades notarius gymnasii. Denna elev var den främste av eleverna och fungerade som en länk mellan gymnasister och rektor/kollegium. Denne notarius gymnasii hade stor påverkan för upprätthållande av god disciplin. Beträffande elevernas uppträdande fanns bestämda föreskrifter, även angående kläder. Gymnasisterna bar en slags uniform, den grå djäknekappan, en slängkappa utan ärmar. Den fanns i Strängnäs redan 1680 och avskaffades först 1849.
År 1626 bildades även Strängnäs trivialskola, som cirka 1820 bytte namn till Strängnäs lärdoms- och apologistskola. 1850 slogs denna samman med gymnasiet till Strängnäs högre elementarläroverk som 1879 fick namnet Strängnäs högre allmänna läroverk. 
En viktig reform som ägde rum under 1920-talet var att flickor, som tidigare inte fick tillträde till de statliga skolorna, fick komma till gymnasiet 1923 och till realskolan 1929. Detta fick till följd att elevantalet ökade.
När läroverket flyttade in i sina nya lokaler blev dess framtid säkrad. Gymnasiets tillväxt kom lite senare än realskolans: 1933 kom elevantalet i gymnasiet för första gången sedan 1840-talet över 70-strecket. Under den senare halvan av 30-talet passerade man 100-strecket med god marginal.
Fram till 1929 hade elevantalet legat ganska konstant på en lätt ökning, men 1929 började elevantalet att raskt öka och 1930 var det uppe i 200. 1935 hade man ökat till hela 300 elever i hela skolan.
Skolan kommunaliserades 1966 och fick namnet Thomasgymnasiet. Studentexamen gavs från 1864 till 1968 och realexamen från 1907 till 1973.

## Nybyggnad och byggnadshistoria

Läroverket (Rogge), 1926.

Vid 1900-talets början användes fortfarande de gamla lokalerna i Roggeborgen. Skolan kallades Högre allmänna läroverket och bestod av gymnasium och realskola. 1918 väckte domprosten en motion i stadsfullmäktige att man skulle utreda förutsättningarna för att bygga en ny tidsenlig läroverksbyggnad, som skulle vara såväl real- som latingymnasium. Anledningen till att frågan om nybyggnad blev aktuell var att läroverkets lokaler i Roggeborgen var föråldrade.
År 1919 undersökte man möjligheterna att få ett realgymnasium, eftersom man bara hade latingymnasium. Elevavtalet var dock så litet att skolkommissionen avslog den begäran. Nu fick man istället koncentrera sig på planerna att få nya lokaler åt läroverk med enbart latingymnasium. Först lade man fram ett förslag om att en ny läroverksbyggnad skulle mitt emot Roggeborgen. Motståndet mot detta blev dock alltför stort. Det blev nu många turer fram och tillbaka, men 1935 fick Strängnäs en ny läroverksbyggnad på Sörgärdet, mest bestående av klassrum. Den ritades av Lars Johan Lehming. Roggeborgen skulle fortfarande utnyttjas i skolans tjänst.

## Kända personer som gått på läroverket
- Lennart Nilsson, fotograf